# キョクアジサシ

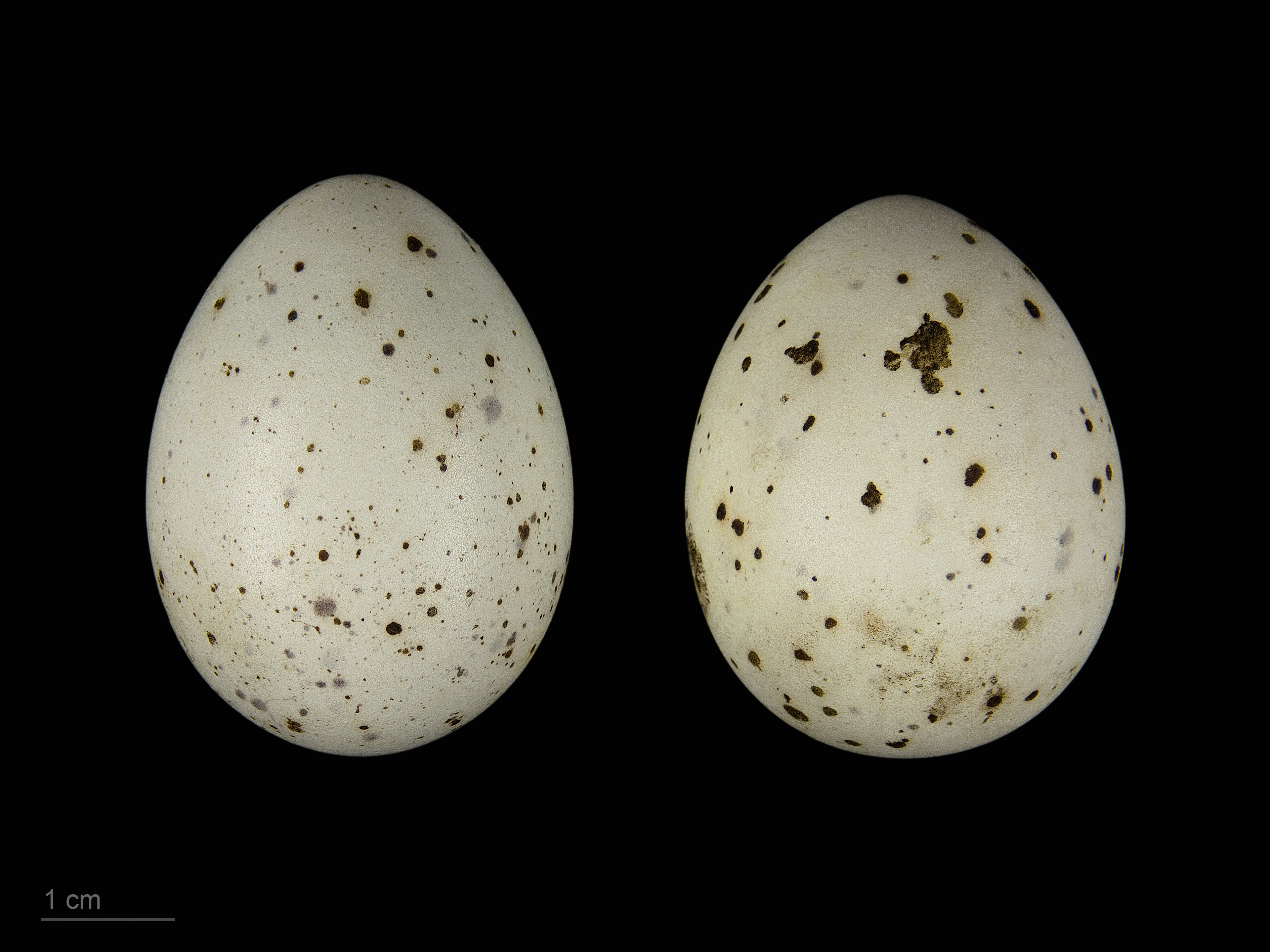
Sterna paradisaea

キョクアジサシ（極鯵刺、学名：Sterna paradisaea）は、チドリ目-カモメ科に分類される鳥類の一種（種）。
最も長距離の渡りをする鳥の一つとして知られ、1年のうちに北極圏と南極圏の間を往き来する。

## 形態
体長は35cmほどで、ハトくらいの大きさ。
成鳥の夏羽は嘴（くちばし）と足が赤、頭が黒、背中は薄い灰色。冬羽と幼鳥は嘴と足が黒く、後頭部が黒くなる。
アジサシに似ているが、嘴と足が短く見える。さらに、夏羽では嘴と足が赤いので区別できる。

## 生態
|  |  |

ハシボソミズナギドリ（ミズナギドリ目）とともに、最も長距離の渡りをする鳥の1つとして知られるキョクアジサシは、1年のうちに地球の北極圏と南極圏の間を往き来する。
夏の北極圏で繁殖し、太平洋東部と大西洋東部に分かれて南半球へ渡る。
非繁殖期は夏の南極周辺海域ですごし、繁殖期にはふたたび北極圏へ渡る。
いわば「白夜を求めて旅をする」鳥で、渡りの距離は往復32,000kmにもおよぶ（距離の比較資料：1 E7 m）。一年間の距離が91,000kmに及ぶこともある。
日本は渡りのルートから外れており、迷鳥としてときおり記録される程度である。